# جوش رامزي
جوش رامزي هو كاتب أغاني ومغني كندي، ولد في 11 يونيو 1985 في فانكوفر في كندا.

## وصلات خارجية
- الموقع الرسمي
- جوش رامزي على موقع ميوزك برينز (الإنجليزية)
- جوش رامزي على موقع ديسكوغز (الإنجليزية)